# Lindtorf
Lindtorf is een plaats en voormalige gemeente in de Duitse deelstaat Saksen-Anhalt, en maakt deel uit van de Landkreis Stendal.
Lindtorf telt 404 inwoners.